# Анищенко Микола Федорович
Микола Федорович Ани́щенко (13 травня  1915, Мелітополь — 13 листопада 2009, Дніпропетровськ) — український радянський та український театральний художник, графік і живописець; член Українського театрального товариства з 1953 року та Спілки радянських художників України з 1967 року. Заслужений художник України з 1993 року. Чоловік театральної художниці Ірини Константинової.

## Життєпис
Народився 13 [26] травня 1915 року в місті Мелітополі (нині Запорізька область, Україна). Протягом 1933—1938 років навчався у Харківській художній школі у В. Рифтіна, надалі у 1938—1939 роках продовжив здобувати мистецьку освіту у Харківському художньому інституті, де його педагогами були Михайло Козик, Семен Прохоров, Дмитро Овчаренко, Анатолій Волненко. Дипломна робота — ескіз декорації до вистави «Біліє вітрило самотнє» за однойменною повістю Валентина Катаєва (керівник Олександр Хвостенко-Хвостов).
З початком німецько-радянської війни, з липня 1941 року — у Червоній армії, куди призваний Ленінським районним військовим комісаріатом Харкова. Служив у стрілецьких підрозділах, мав військове звання старшого лейтенанта. За роки служби нагороджений медалями «За відвагу» (20 травня 1944) та «За перемогу над Німеччиною» (9 травня 1945). 6 листопада 1985 року відзначений ювілейною нагородою — орденом Вітчизняної війни I ступеня.
Протягом 1945—1947 років працював сценографом Тернопільського музично-драматичного театру імені Тараса Шевченка; у 1947—1956 роках — Закарпатського обласного російського драматичного театру в Мукачевому; у 1955—1966 роках — Миколаївського російського драматичного театру імені Валерія Чкалова. Одночасно, у 1961—1964 роках, за сумісництвом був сценографом Київського українського драматичного театру імені Івана Франка. 1960 року став членом Комуністичної партії Радянського Союзу.
З 1966 по 1968 рік оформляв вистави у Краснодарському крайовому театрі оперети; у 1968—1970 роках — у Харківському музично-драматичному театрі; у 1970—1973 роках — Дніпропетровському музично-драматичному театрі. У подальшому з 1973 ро 1995 рік працював у Художньому фонді України Спілки художників України. Відзначений радянським орденом «Знак Пошани».
У 1995—2009 роках обіймав посаду головного художника Дніпропетровського російського театру драми імені Максима Горького. Мешкав у Дніпропетровську в будинку на вулиці Ленінградській, № 32. Помер у Дніпропетровську 13 листопада 2009 року.

## Творчість
Оформив вистави:
Тернопільський драматичний театр
- «Майська ніч» Михайла Старицького за Миколою Гоголем;
- «Під каштанами Праги», «Російське питання» Костянтина Симонова;
- «Мрія» Олександра Корнійчука;
- «Назар Стодоля» Тараса Шевченка (1946)[2][7]};

Закарпатський обласний російський драматичний театр
- «Овід» за однойменним романом Етель Ліліан Войнич (1947)[2][7];
- «Снігова королева» Євгена Шварца (1950)[2];
- «Крихітка Дорріт» за однойменним романом Чарлза Дікенса (1950);
- «Макар Діброва» Олександра Кронійчука (1954)[2][7];
- «Крадіжка» Джека Лондона (1956)[2];

Миколаївський обласний російський драматичний театр
- «Варвари» Олексія Горького (1957)[7];
- «Далі неоглядні» Миколи Вірти (1958)[8];
- «Океан» Олексендра Штейна (1961)[7];
- «Одруження Бальзамінова» Олександра Островського (1963) [7];

Автор:
- графічних творів: «Калина» (1980), «Вітер», «Звивиста річка» (обидві — 1981), «Після дощу», «Дари осені» (обидві — 1982), «Туман», «Жовті квіти», «Осінь» (усі — 1983), «Бузок» (1984);
- живописних творів: «Богдан Хмельницький» (1979), «Друзі-козаки після походу» (1980), «Козак Мамай» (1980), «Кобзар», «Біля куреня» (1981), «Українська мати (Мадонна)» (1982)[3].

Брав участь у виставках від 1938 року. Персональна виставка робіт відбулася в Одесі у 1963 році.

## Виноски
1. ↑  за юліанським календарем.
2. ↑  у довіднику членів Спілки: Українські радянські художники, ім'я відсутнє.
3. ↑  діяла при Харківському художньому інституті.